# Guillaume Tell et le Clown
Pour plus de détails, voir Fiche technique et Distribution.
Guillame Tell et le Clown est un film de Georges Méliès sorti en 1898 au début du cinéma muet. C'est un court-métrage d'environ une minute. Il est également parfois titré Les Aventures de Guillaume Tell.

## Synopsis
Un clown assemble les pièces d'un mannequin, auquel il met sur la tête un chou, pour tirer dessus, comme Guillaume Tell, à l'arbalète. Néanmoins, à chaque fois qu'il se retourne, le mannequin prend vie et frappe le clown, qui, épisodiquement, lui enlève un bras ou la tête. À la fin, le mannequin animé frappe le clown et s'en va brusquement.